# Tœufles

Tœufles este o comună în departamentul Somme, Franța. În 1 ianuarie 2022 avea o populație de 304 de locuitori.